# Đorđe Andrejević-Kun
Đorđe Andrejević-Kun (translitera del cirílico serbio: Ђорђе Андрејевић-Кун; Breslavia, 1904 - Belgrado, 1964) fue un pintor serbio de gran renombre en Yugoslavia. Fue el diseñador del Escudo de Armas de la Ciudad de Belgrado, y se le atribuye también el Escudo de la República Federal Socialista de Yugoslavia, diseñando también órdenes y condecoraciones del país (junto con Antun Augustinčić). Es frecuentemente citado como uno de los más conocidos pintores yugoslavos, y fue miembro de la Academia Serbia de Ciencias y Artes.
Como destacado activista antifascista, participó con las Brigadas Internacionales en la guerra civil española, y junto a los partisanos yugoslavos en la Segunda Guerra Mundial.

## Biografía
Andrejević era hijo de inmigrantes serbios en el Imperio alemán, y llevó a cabo la mayor parte de su educación en Berlín y Belgrado. Graduado por la Academia de Arte de Belgrado, estudió también en Italia (1926-1928) y París, Francia (1928-1929). En 1931, un trabajo suyo ganó el concurso para el diseño del Escudo de Armas de la Ciudad de Belgrado, que sigue siendo oficial en la época moderna. En 1931 y 1932, se llevaron a cabo exposiciones individuales con sus pinturas en Belgrado, Zagreb, y Novi Sad. En 1934, se unió al grupo Život (vida) de artistas yugoslavos. 
Desde 1937, participó con las Brigadas Internacionales en la guerra civil española,  período durante el cual realizó una colección de grabados publicados bajo el título Za sloboda (Por la libertad), en 1939.
Al año siguiente publicó su colección (Skice, crtezi, studije) (bocetos, estudios y dibujos) en España. De 1941 a 1945, fue miembro del Ejército Partisano de Liberación que combatió a la Wehrmacht en los Balcanes durante la Segunda Guerra Mundial.
En 1946, sus dibujos Partizani (Partisanos) fueron galardonados con el Premio de Gráficas de la Federación de Yugoslavia, y en 1949, su óleo Svedoci užasa (Testigos del horror) ganó el Premio de Pintura de la República Federal Popular de Yugoslavia. En 1945, se unió como profesor a la Academia de Bellas Artes de Belgrado y, entre 1959 y 1963, fue Decano de la Facultad de Bellas Artes de la Universidad de Belgrado, tras incorporarse la Academia en la Universidad.
En 1950, fue elegido miembro correspondiente de la Academia Serbia de Ciencias y Artes, y en 1958, miembro de pleno derecho. De 1957 a 1960, fue presidente de la Federación Yugoslava de Artistas. En los años posteriores a la Segunda Guerra Mundial, tuvo exposiciones individuales en Belgrado (1953 y 1959), Kragujevac, Čačak, Niš, Skopie, Zemun y Sombor, y en Berlín en 1963. Murió en Belgrado, República Federativa Socialista de Yugoslavia, el 17 de enero de 1964.

## Obra
El trabajo de Andrejević-Kun se considera habitualmente influenciado por Georg Grosz y Frans Masereel. El inventario de su obra enumera alrededor de 300 cuadros, tanto monumentales como pequeños e íntimos. Más de 60 se encuentran en museos de Serbia (especialmente en el Museo Nacional de Belgrado) y en el extranjero, casi la misma cantidad son propiedad de las instituciones gubernamentales y empresas, y el resto se encuentran en colecciones privadas. Tiene también alrededor de mil dibujos, la mayoría de ellos ubicados en colecciones de museos. Sus obras maestras Za sloboda (Por la libertad) y Krvavo zlato (Oro empapado en sangre) son propiedad de distintos museos de Belgrado. Es también autor de tres mosaicos, uno en el Monumento a los Caídos de Ivanjica, un segundo en la fachada de un edificio público en Kragujevac, y el tercero en el Museo del Holocausto de París.